# Manuel Rioz y Pedraja
Manuel Rioz y Pedraja (Valdecilla (Cantàbria), 1 de gener de 1815 - Madrid, 22 de març de 1887) va ser un químic espanyol, acadèmic de la Reial Acadèmia Nacional de Medicina i de la Reial Acadèmia de Ciències Exactes, Físiques i Naturals.

## Biografia
Fill del farmacèutic del seu poble, Felipe Rioz. En 1831 es va traslladar a Madrid, on es va llicenciar en farmàcia al Reial Col·legi de Sant Ferran. En 1840 fou nomenat catedràtic de física i química de l'Institut de Santander, però el 1843 tornà a Madrid, on fou catedràtic de química a la Facultat de Medicina de la Universitat Complutense de Madrid. En 1844 fou catedràtic a la Universitat de Cadis i en 1845 de química orgànica novament a la Universitat Complutense de Madrid, on en 1866 fou catedràtic de química analítica. Va introduir a Espanya alguns dels plantejaments de Justus von Liebig i fou mestre de Laureano Calderón Arana.
La reina Isabel II d'Espanya el va nomenar conseller de Sanitat i d'Instrucció Publica i en 1850 el va designar acadèmic de la Reial Acadèmia de Ciències Exactes, Físiques i Naturals. En 1861 fou acadèmic fundador de la Reial Acadèmia Nacional de Medicina, de la que també en fou vicepresident i president de la Secció de Farmacologia i Farmàcia. En 1864 va rebre la Gran Creu de l'Orde d'Isabel la Catòlica i posteriorment la Gran Creu de l'Orde Civil de la Beneficència. En 1877 fou nomenat degà de la Facultat de Farmàcia de la Universitat Complutense de Madrid, de la que també en fou rector de 1877 a 1881.